# St. Josef (Rheinfelden)

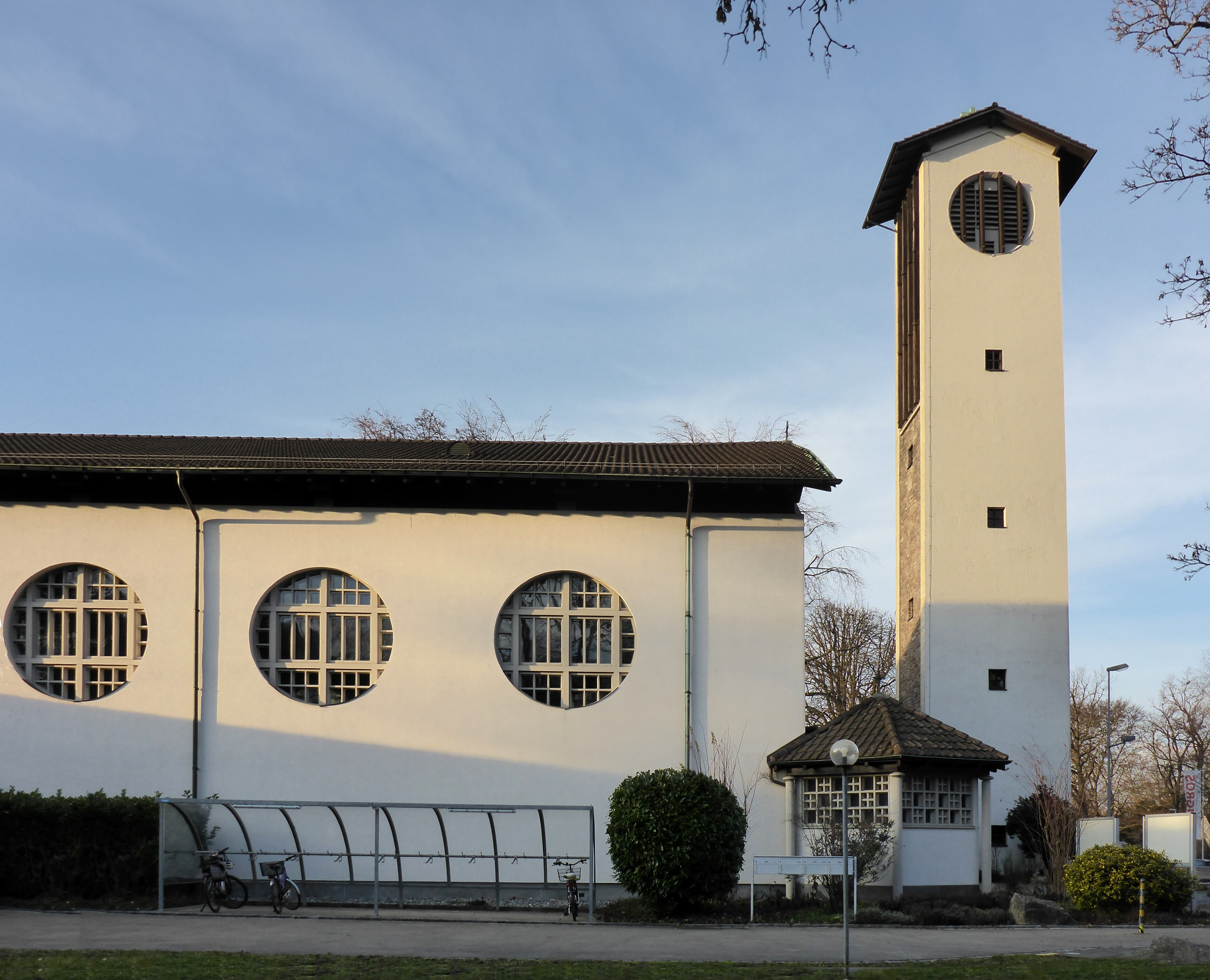
St.-Josefs-Kirche

Die St.-Josefs-Kirche ist die römisch-katholische Kirche der Stadt Rheinfelden AG, Hauptort des Bezirks Rheinfelden im Kanton Aargau. Der erste Bau stammte aus dem Jahr 1882 und wurde unter das Patrozinium St. Josef gestellt. Die heutige St.-Josefs-Kirche entstand 1949 in der Nähe der alten Kirche. Geweiht wurde sie 1950.

## Lage
Die Kirche steht an der Hermann-Keller-Strasse 8 in Rheinfelden, östlich der Altstadt. Schräg gegenüber liegt der alte Stadtpark, in dem 1740 die Gottesackerkapelle errichtet wurde. Bei der St.-Josefs-Kirche steht das Pfarrhaus. 1976/1977 errichteten die Architekten Winter, Trueb und Ellenrieder zwischen der Kirche und dem Pfarrhaus ein Kirchgemeindehaus.

## Name
Patron der Kirche ist Josef von Nazareth. Daran erinnert die Josefsstatue. Sie wurde von Josepha Haeselin gestiftet und hatte ihren Platz zuerst über dem Haupteingang der alten Josefskirche. Heute steht sie in der Kapelle im Innern der neuen St.-Josefs-Kirche.

## Geschichte

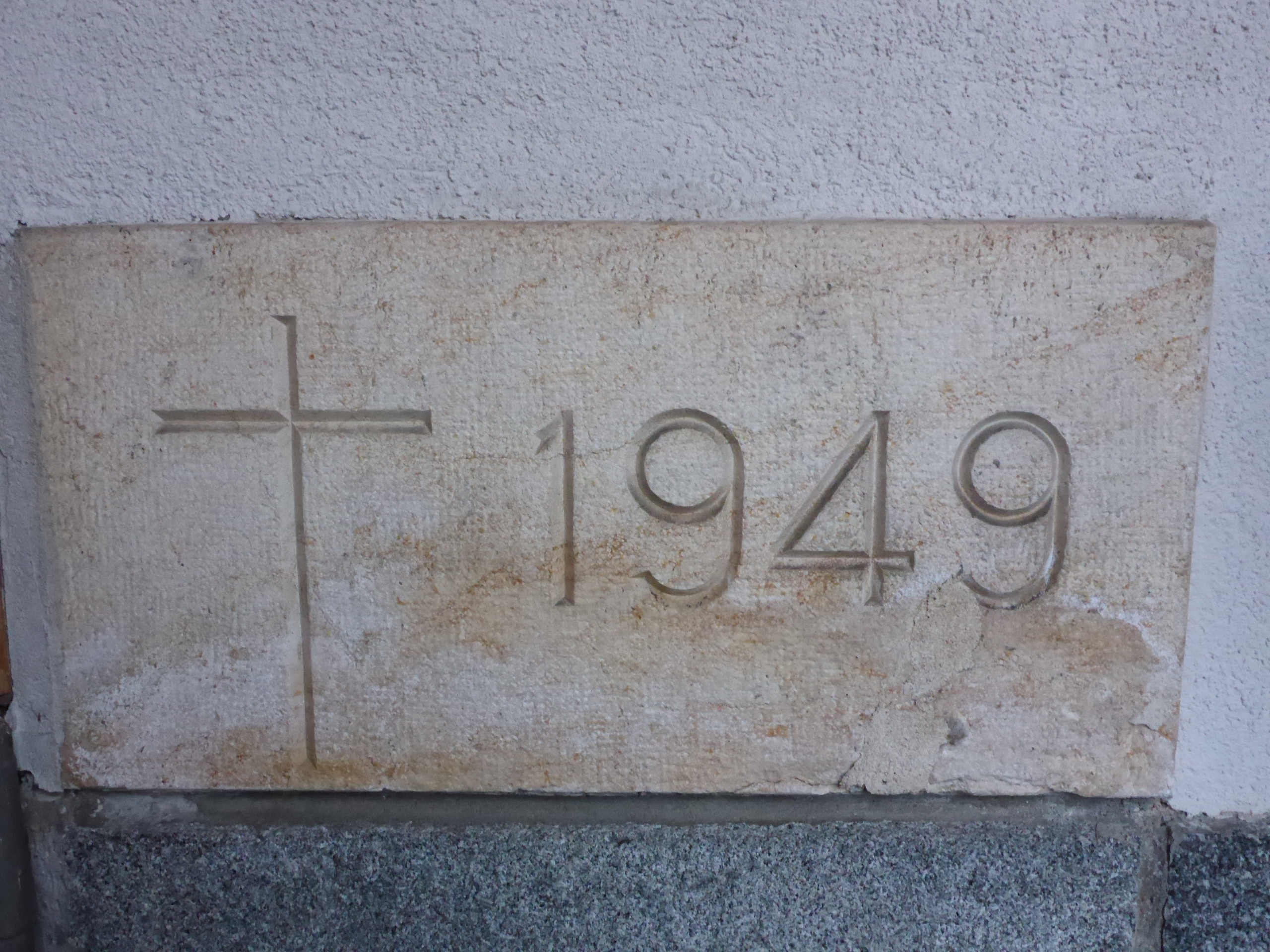
Grundstein der St.-Josefs-Kirche aus dem Jahr 1949

In den Jahren 1872/1873 trennte sich die katholische Kirchgemeinde in Rheinfelden von Rom. Ein grosser Teil der damaligen Katholiken konvertierte zum Altkatholizismus. Seither gehört die Kirche St. Martin der christkatholischen Kirchgemeinde an. Die bei der römisch-katholischen Kirche verbliebenen Gläubigen feierten ihre Gottesdienste zunächst auf der «Malzbühne» in einem Nebengebäude des «Hotels zu den drei Königen». Mit Peter Wildli erhielten sie ihren ersten Pfarrer. 1880 begann der Bau einer neuen Kirche. Die Pläne dazu erstellte Joseph Meyer in Basel. 1882 wurde das im neugotischen Stil erbaute Gotteshaus als Josefskirche geweiht. Josepha Haeselin stiftete das dazugehörige Pfarrhaus, das 1886 bezogen wurde. Zudem schenkte sie der Pfarrei einen Hochaltar und eine Josephsstatue. Die Josefskirche wurde am 2. Mai 1891 von Bischof Leonhard Haas geweiht. 1898 wurde der ursprüngliche Dachreiter durch einen Kirchturm von Joseph Meyer ersetzt.
Rund 60 Jahre nach dem Bau der alten Josefskirche wurde von einer neuen Kirche gesprochen. Am 26. Januar 1941 beschloss die Versammlung der Kirchgenossenschaft Rheinfelden-Magden, eine Art Wettbewerb zu veranstalten, um neue Kirchenbaupläne zu erhalten. Der Wettbewerb wurde in einer beschränkten Form durchgeführt, sodass nur gerade fünf Architekturfirmen teilnehmen konnten. Am 26. Juni 1941 gab das aus verschiedenen Schweizer Architekten bestehende Preisgericht den Sieger bekannt. Den ersten Rang erhielt das Projekt des Architekten Alois Moser (1900–1972) aus Baden. In den zweiten Rang wurde jenes von Stadler & Wilhelm aus Zug gestellt. Die Verfasser der beiden Projekte wurden im Anschluss dazu eingeladen, ihre Projekte nochmals zu überarbeiten. Letztlich gab das Preisgericht den Plänen von Alois Moser am 13. September 1944 den Vorrang. Am 11. Januar 1945 genehmigte die Kirchgenossenschaftsversammlung das Projekt.
Der Grundbaustein zur heutigen St.-Josefs-Kirche wurde 1948 gelegt. Der «Bettelpfarrer» Felix Schmid veranlasste ihren Bau. Während der Bauphase der neuen Kirche fanden die Gottesdienste in einer Notkirche statt. Der Schreinermeister E. Rosenthaler unterbreitete nach einer Besprechung mit dem Präsidenten der römisch-katholischen Kirchgemeinde J. Oeschger den Vorschlag einer Notkirche in seinen Liegenschaften. Am 1. Oktober 1948 wurde aus dem alten Pferdestall beim Storchennestturm an der Kupfergasse eine Notkirche errichtet. Heute steht an diesem Ort ein Ladengeschäft.
Nach dem letzten Gottesdienst in der 1882 erbauten Josefskirche wurde am 11. Februar 1949 die Notkirche bezogen. Der Abbruch der alten Josefskirche erfolgte am 28. Februar 1949. Im November 1949 war der Rohbau der Kirche fertig. Anschliessend wurde im «Salmensaal» ein kleines Aufrichtefest gefeiert. Geweiht wurde die neue St.-Josefs-Kirche am 1. Oktober 1950 durch Bischof Franziskus von Streng.

## Architektur
Die römisch-katholische Pfarrkirche St. Josef wurde von dem Architekten Alois Moser von Würenlos (Baden AG) erbaut. Für den Bau wurden Holz, Naturstein, Putz und ein Ziegeldach verwendet. Die Architektur folgt dem Prinzip des Ernsts und der Würde. Modische sowie spielerische Elemente und Formen wurden weggelassen.
Die Fenster im hinteren Teil der Kirche sind im Gegensatz zu den grossen Fenstern im vorderen Teil rund. Eine Freitreppe führt auf den Kirchplatz direkt vor dem Haupteingang. Der freistehende Glockenturm auf der rechten Seite ist 30 Meter hoch. In ihm hängen fünf Glocken, die sich in ihrer Grösse und ihrem Gewicht unterscheiden. Die Schallfenster des Turmes sind zur besseren Klangabstrahlung mit Holzjalousien versehen, damit die Glocken in die Ferne laut klingen, in der näheren Umgebung des Kirchturms aber nicht zu laut sind. An der linken Seite des Haupteingangs steht eine vorgeschobene Taufkapelle.

## Glocken
Aus finanziellen Gründen war anfangs nicht klar, welche Giesserei die Glocken liefern könnte. So schied die Offerte der bekannten Glockengiesserei «Rüetschi AG» in Aarau aus. Stattdessen wurden die Glocken bei der Giesserei «Josef Pfunder» in Wien gekauft. Die fünf Glocken trafen am 15. September 1950 in Rheinfelden ein. Zusammen betrug ihr Gewicht 8000 Kilogramm. Am 19. September 1950 weihte Domherr Huwiler aus Zeiningen die neuen Glocken. Einen Tag später wurden sie aufgezogen. Dabei durfte die gesamte Rheinfelder Schuljugend mithelfen. Erstmals offiziell geläutet wurden die Glocken am 30. September nach der Ankunft des Bischofs Franziskus von Streng.

## Eingang und Innenraum

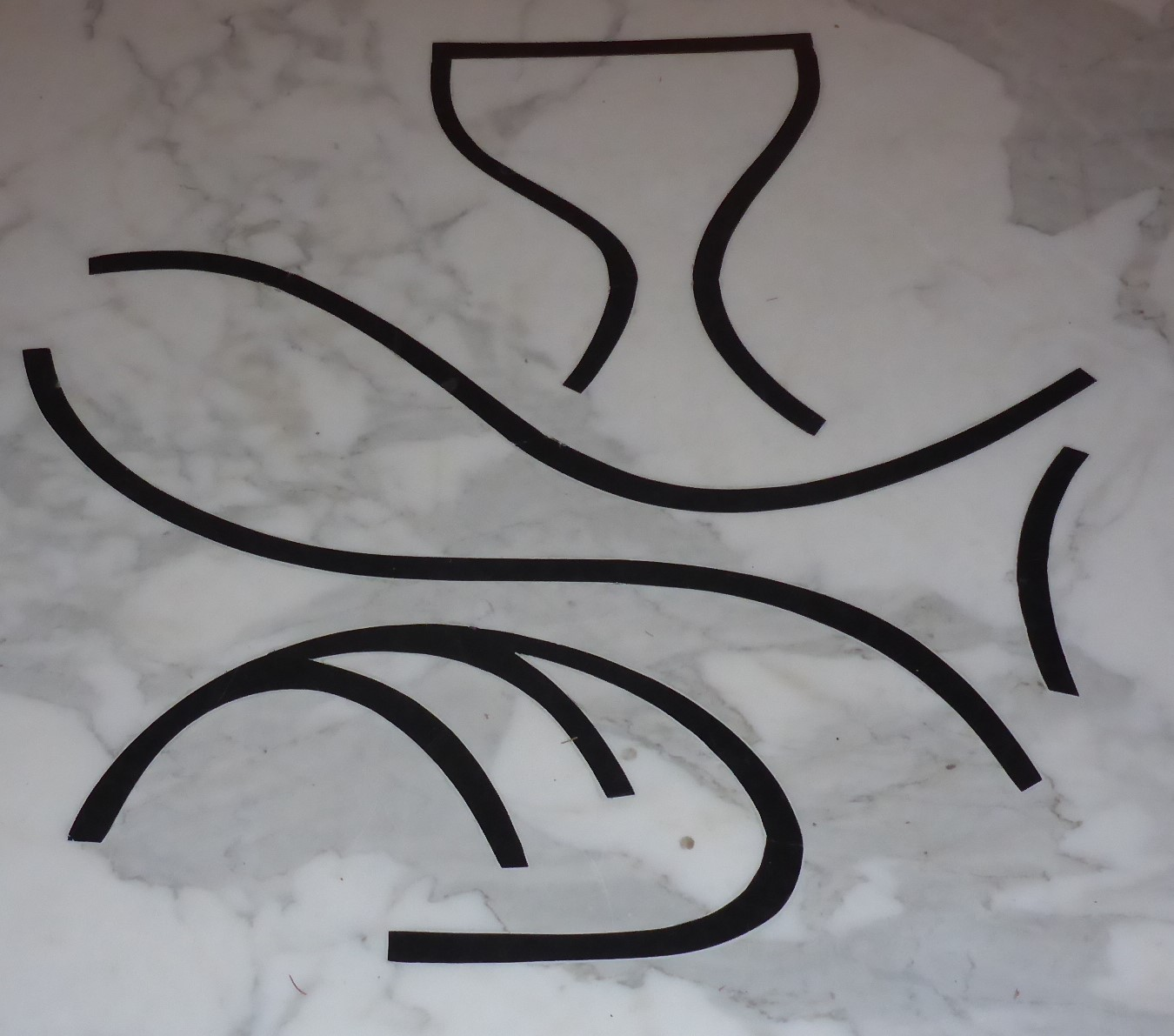
Bodenplatte mit Brot, Fisch und Kelch vor dem Altar der St.-Josefs-Kirche

In der Wand des Hauptportals der St.-Josefs-Kirche ist der 1948 gelegte Grundstein der Kirche eingemauert. Seine Inschrift verweist auf das Erbauungsjahr 1949. Beim Haupteingang steht ein grosses steinernes Weihwasserbecken. Es ist der Taufstein der Kirche. Auf dem steinernen Fussboden davor sind die Worte INTROIBO AD ALTARE DEI («Ich trete ein zum Altar Gottes») zu lesen.
Direkt über dem Haupteingang liegt die Empore mit der Orgel. Diese stammt aus dem Jahr 1960 und wurde von der Firma Metzler & Söhne (Dietikon) mit 32 klingenden Registern erbaut. Links neben dem Haupteingang befindet sich das Beichtzimmer. Auf dieser Seite steht auch eine Statue der heiligen Maria. Die Bilder darunter zeigen jeweils die im letzten Monat getauften Kinder. An der Wand auf der rechten Seite der Kirche hängt ein Kruzifix. Daneben sind Schilder mit den Namen der zuletzt Verstorbenen der Kirchgemeinde angebracht.
Wer durch den Mittelgang der Kirche geht, entdeckt drei weisse Platten. Auf einer davon ist ein grosses Dreieck mit einem Auge zu sehen. Es ist das Symbol der Dreifaltigkeit Gottes. Auf der nächsten stehen die griechischen Buchstaben Alpha und Omega für «Anfang und Ende». Die letzte der drei Platten liegt direkt vor dem Chorraum. Sie zeigt ein Brot, einen Kelch und einen Fisch; Brot und Kelch als Symbol des Abendmahls, der Fisch als Zeichen des Glaubens an Jesus Christus.
Die Stufen nach der Platte führen zum Altar. Daneben steht der Ambo, an dem die biblischen Lesungen vorgetragen und Gebete gesprochen werden. Auf der anderen Seite des Altars steht eine Figur der Heiligen Anna und direkt dahinter der Tabernakel. Die Chorwand hinter dem Altar ist 18 Meter breit und 9 Meter hoch. An ihr befindet sich ein grosses Gemälde, Das himmlische Jerusalem von Johannes Hugentobler.

## Malerei und Skulptur

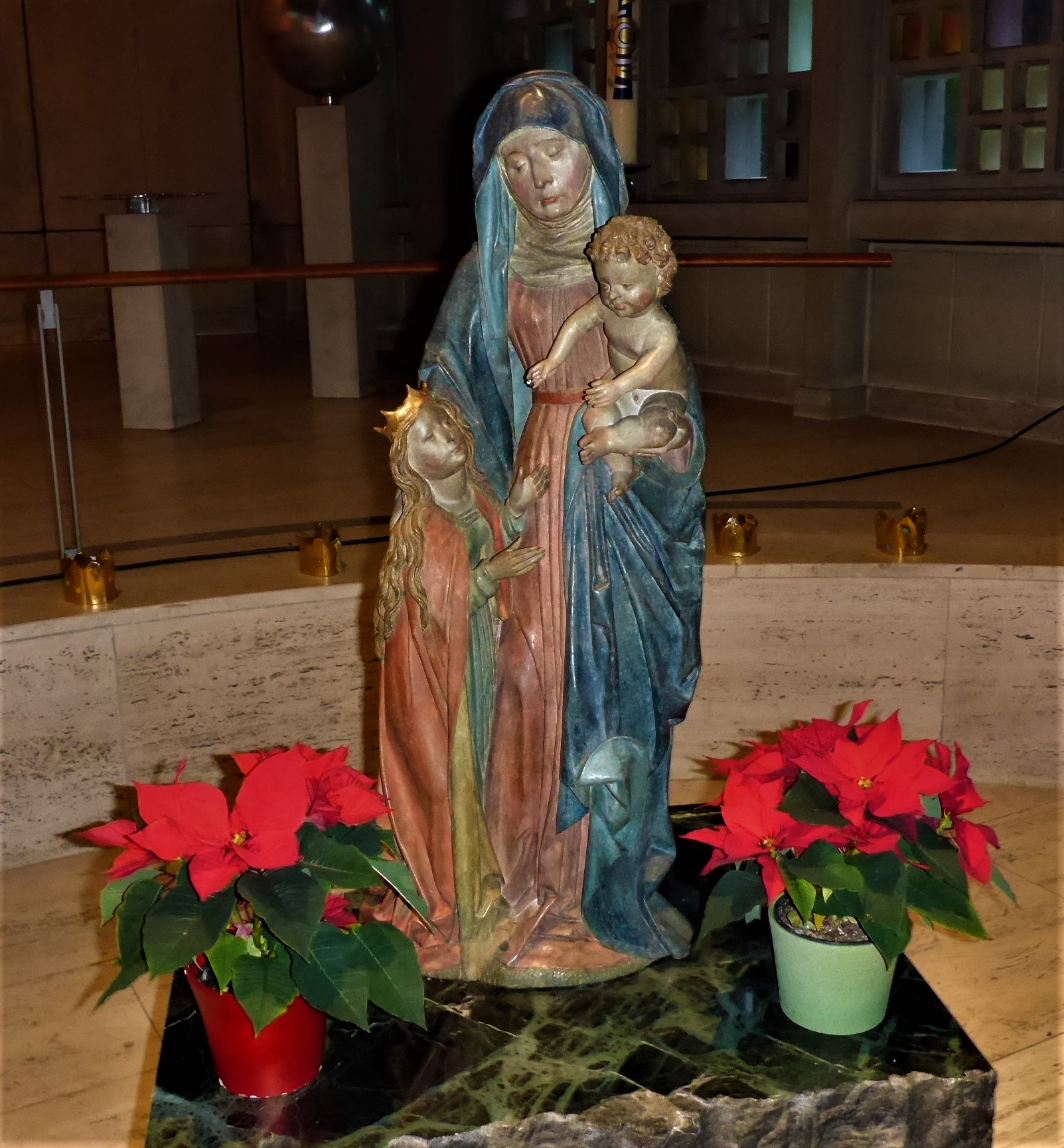
Anna selbdritt

### «Das Himmlische Jerusalem»
Das Chorwandbild von Hugentobler aus Appenzell wurde am 16. Dezember 1951 enthüllt. Nach dem Bericht in der Neuen Rheinfelder Zeitung ist es ein Gemälde mit der Darstellung eines ungewohnten Themas in neuartigem Stil und umwälzender Technik. Es trägt den Titel Das Himmlische Jerusalem. Es sind viele verschiedene Figuren zu erkennen, Apostel, Jüngerinnen und Jünger und Heilige, die sich vor den Toren des himmlischen Jerusalem versammeln. Nach der Absicht des Künstlers will das Werk den unirdischen und friedvollen Zustand nach dem letzten Gericht darstellen.

### Statue der Heiligen Anna
Die Figur der Heiligen Anna steht auf der rechten Seite des Chorraums. Es ist eine Anna selbdritt, sie zeigt die heilige Anna, ihre Tochter Maria und das Jesuskind.